# Evert Båge
Evert Karl Erik Båge, född 15 augusti 1925 i Alingsås församling i Älvsborgs län, död 21 januari 2021 i Arild, var en svensk militär.

## Biografi
Båge avlade studentexamen 1945. Han avlade officersexamen vid Krigsflygskolan 1948 och utnämndes samma år till fänrik vid Svea flygflottilj, där han kom att tjänstgöra 1948–1958, befordrad till löjtnant 1950. År 1958 befordrades han till kapten, varpå han 1958–1963 tjänstgjorde vid Tredje flygeskadern och Flygstaben, befordrad han till major 1962. Han var chef för Operationsledning I i Försvarsstaben 1963–1966, befordrades till överstelöjtnant 1965 och var chef för Sektion 1 vid staben i Östra militärområdet 1966–1968. År 1969 befordrades han till överste, varpå han var chef för Jämtlands flygflottilj 1969–1973. Han befordrades 1973 till överste av första graden, varefter han var chef för Operationsledning 2 i Försvarsstaben 1973–1978. År 1978 befordrades Båge till generalmajor, varpå han var stabschef vid staben i Övre Norrlands militärområde 1978–1980, chef för Flygstaben 1980–1984 och chef för Militärhögskolan 1984–1990.
Evert Båge invaldes 1981 som ledamot av Kungliga Krigsvetenskapsakademien. Han är begravd på Brunnby kyrkogård.

## Utmärkelser
- Riddare av första klassen av Svärdsorden, 1965.[9]
- Kommendör av Svärdsorden, 11 november 1972.[10]
- Kommendör av första klass av Svärdsorden, 3 december 1974.[11]
- Kommendör med stjärna av Isländska falkorden, 26 oktober 1981.[12]